# Renard du Tibet
Vulpes ferrilata
Espèce
Statut de conservation UICN

 LC  : Préoccupation mineure
Répartition géographique
Synonymes
- Vulpes ferrilatus Hodgson, 1842 (Protonyme)
- Canis eckloni Przhevalski, 1883

Le renard du Tibet (Vulpes ferrilata), parfois appelé renard des sables du Tibet[réf. nécessaire] ou renard tibétain[réf. nécessaire], est une espèce de renard qui vit principalement au Tibet. Celui-ci pourrait vivre huit à dix ans dans des conditions idéales, mais vit rarement plus de cinq ans dans la nature.

## Répartition et habitat

### Répartition
Cette espèce habite particulièrement les steppes et les semi-déserts du plateau tibétain. Sa répartition rencontre le territoire de l'Inde (Ladakh et Sikkim), de la Chine (provinces de Xinjiang, Gansu, Qinghai, Sichuan et Yunnan) ainsi que du Népal (région de Mustang (nord de l'Himalaya)). Probablement présent au Bhoutan.
Le plateau tibétain devrait rassembler près de 37 000 renards du Tibet, selon les estimations de 1989, avec une densité de deux à quatre individus par kilomètre carré. Il côtoie, au nord de son aire de répartition géographique, son congénère le renard des steppes (Vulpes corsac).

### Habitat
Le renard du Tibet est connu pour habiter les plaines et régions montagneuses. Les prairies semi-arides à arides, où il peut trouver des pikas à lèvres noires, sont son habitat typique. Il passe beaucoup de temps le jour dans un terrier ou un creux dans le paysage. Il se rencontre entre 2 500 et 5 300 m, mais vit généralement aux altitudes supérieures à 3 500 m.

## Description
Le renard du Tibet est long de 57,5 à 70 cm, auxquels s'ajoute une queue de 40 à 47,5 cm. Il est plus large que le renard des steppes (Vulpes corsac). L'adulte pèse entre 3 et 6 kg. Par rapport aux autres renards, il a un museau assez long ainsi que de très grandes canines. C'est aussi lui qui a la meilleure ouïe parmi les renards.
Sa fourrure épaisse et douce est constituée d'un sous-poil dense qui lui permet de résister à des froids descendant jusqu'à −40 °C. Celle-ci est généralement grise mais peut être aussi noire, brune ou rouille, même jaunâtre sur le cou et le dos. Il possède aussi une bande de couleur fauve sur le dos et une blanche sur la queue, les pattes, le museau et le ventre.

## Alimentation
Il se nourrit principalement de pikas à lèvres noires (Ochotona curzoniae), un petit mammifère lagomorphe, et de rongeurs des genres Alticola, Cricetulus et Pitymys. Il complète son alimentation par des insectes, des charognes et quelques plantes. Rarement, il s'attaque à des antilopes du Tibet (Pantholops hodgsonii).
Un renard du Tibet a été observé suivant un ours brun (Ursus Arctos) pour attraper les pikas à lèvres noires qui s'échappaient lorsque l'ours creusait pour les atteindre dans leur terrier.
Étant une espèce fidèle, les renards du Tibet chassent en couple, ils partagent ainsi toute la nourriture capturée.

## Reproduction
Les renards du Tibet vivent en couple, et ce, pour le restant de leur vie : ils sont monogames. La période d'accouplement se déroule habituellement fin février ou début mars. Après une gestation de cinquante à soixante jours, la femelle donne naissance à une portée de deux à cinq petits, fin avril ou début mai. Ces nouveau-nés, pesant 60 à 120 g, resteront cinq mois auprès de leurs parents avant de s'émanciper. De toute évidence, ceux-ci se reproduisent annuellement.

## Menaces et conservation
Le renard du Tibet n'est pas en danger selon l'UICN et il est ainsi classé comme espèce à préoccupation mineure (least concern). La principale menace pour cette espèce est l'humain, qui le chasse et détruit son habitat. Les communautés locales le chassent pour sa fourrure souvent pour en faire des chapeaux,. La décroissance des populations de pikas, sa principale source d'alimentation, en est une autre. Le problème est que les gouvernements du plateau tibétain mettent en œuvre un programme d'empoisonnement des pikas, une espèce nuisible pour l'homme dans cette région. Une baisse de ces populations de pikas pourrait affecter de façon notable les populations de renards du Tibet. Dans la province chinoise du Sichuan, la destruction de l'habitat est aussi une menace pour l'espèce.
Tout de même, l'espèce est protégée dans plusieurs grands parcs de République populaire de Chine, principalement cinq parcs totalisant une superficie de 616 000 km2. Par contre, il n'est pas signalé encore de succès de reproduction en captivité. Selon les données de l'UICN, environ 40 % de l'aire de répartition du renard du Tibet serait constitué de terres protégées.